# لاري باريش
لاري باريش (بالإنجليزية: Larry Parrish) هو لاعب كرة قاعدة أمريكي، ولد في 10 نوفمبر 1953 في وينتر هافن في الولايات المتحدة.

## وصلات خارجية
- لاري باريش على موقع الدوري الياباني لكرة القاعدة (الإنجليزية)
- لاري باريش على موقعبيزبول رفرنس.كوم (الدوري الرئيسي) (الإنجليزية)
- لاري باريش على موقعبيزبول رفرنس.كوم (الدوري الثانوي) (الإنجليزية)
- لاري باريش على موقع جمعية أبحاث البيسبول الأمريكية (الإنجليزية)
- لاري باريش على موقع إي إس بي إن.كوم (أم.أل.بي) (الإنجليزية)
- لاري باريش على موقع مشجعي الرسوم البيانية (الإنجليزية)